# Blepharipa nigrina
Blepharipa nigrina là một loài ruồi trong họ Tachinidae.